# Auer (Südtirol)
Auer ([ˈaʊ̯ɐ]; italienisch Ora) ist eine Marktgemeinde mit 3863 Einwohnern (Stand 31. Dezember 2023) im Südtiroler Unterland in Italien. Das Dorf befindet sich etwa 18 Kilometer südlich von Bozen.

## Name
Der Name Auer ist ersturkundlich im Jahr 1190 mit Conradinus de Aura, einem Dienstmann der Edelfreien von Enn, bezeugt. Das Toponym entwickelte sich nach Egon Kühebacher aus althochdeutsch ouwa mit Suffix -aro und bezeichnet ein Gehöft an einer Aue (möglicher ‚Auerhof‘ als Urhof), was auf die Lage des Dorfs am Verlauf des Schwarzenbachs verweist. Nach und nach entwickelte sich der Name über Schreibungen wie Aura, Owra, Awer oder Aur zum modernen Ortsnamen Auer, der sich zu Beginn des 19. Jahrhunderts durchsetzte. Im örtlichen Dialekt wird der Ortsname [ˈaʊ̯r] ausgesprochen.

## Geographie

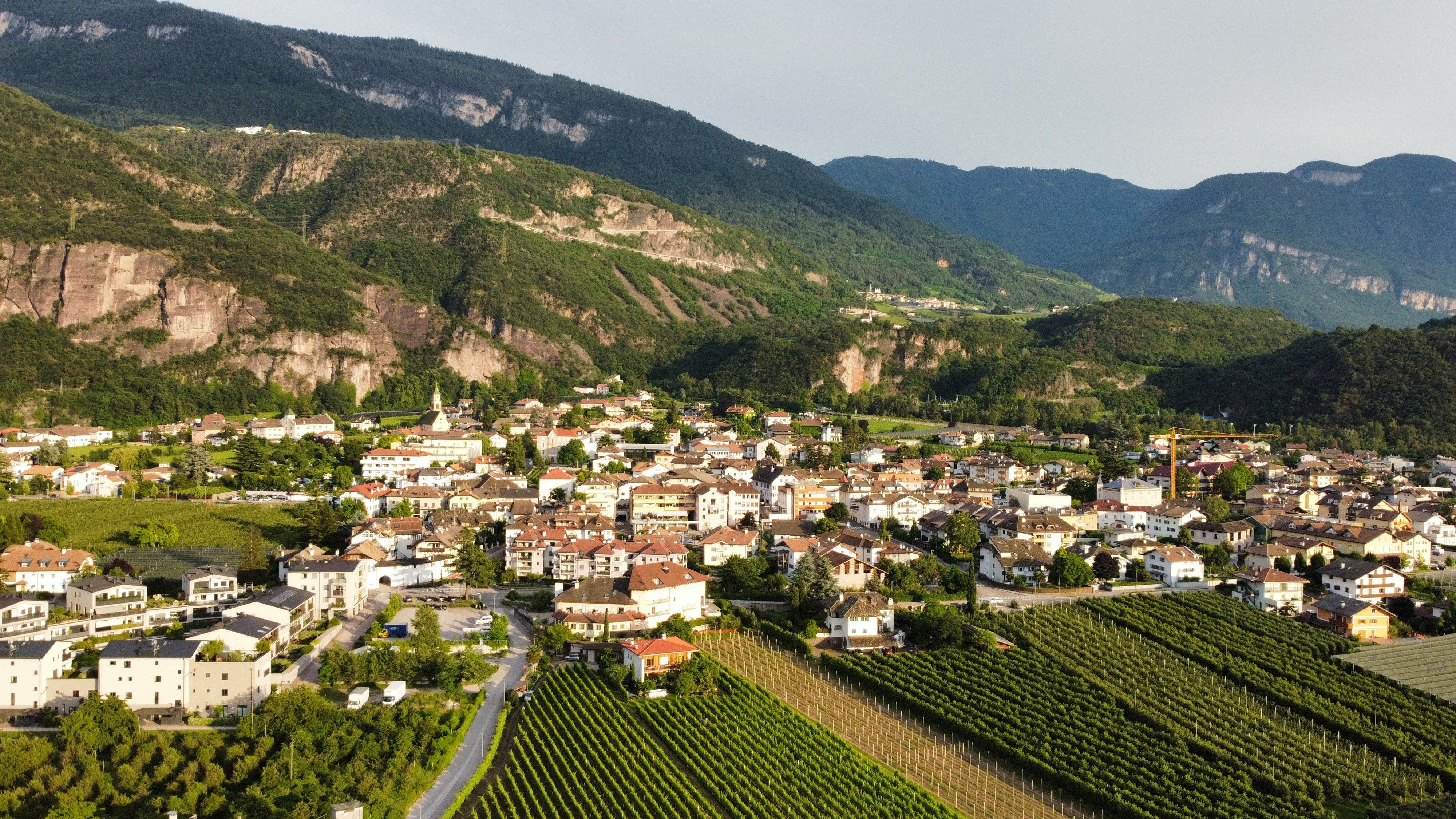
Blick auf das historische Zentrum von Auer mit südwestlicher Blickrichtung.

Auer befindet sich im Unterland, wie ein Abschnitt des Etschtals im Süden Südtirols von Bozen bis zur Salurner Klause genannt wird. Das Gemeindegebiet, insgesamt 11,82 km² groß, erstreckt sich größtenteils auf der orografisch linken (östlichen) Talseite zwischen Branzoll im Norden und Neumarkt im Süden und überschreitet lediglich im Südwesten Richtung Tramin mit einem kleinen Teilstück die Etsch. Der verbaute Ortskern (220–280 m s.l.m.) liegt hauptsächlich auf einem Schwemmkegel des Schwarzenbachs, der hier von Osten aus den Fleimstaler Alpen und dem tief eingeschnittenen Holental kommend das Unterland erreicht. Während die Gemeinde unmittelbar südlich des Gemeindezentrums am Hügel von Castelfeder endet und dort an Montan grenzt, dehnt sie sich nordwärts weit Richtung Pfatten und Branzoll über die vom Aurer Graben entwässerten flachen Talgründe aus. Seine höchstgelegenen Punkte erreicht Auer an den das Unterland ostseitig flankierenden Steilhängen des Regglbergs, durch welche die Grenze zur Nachbargemeinde Aldein verläuft.

## Geschichte
Auf der Anhöhe der Leiterburg gab es bereits in grauer Vorzeit eine prähistorische Wallburg. Auf den Hängen von St. Daniel am Kiechlberg fand man ur- und frühzeitliche Gräberfelder. Die wenigen Funde aus der Römerzeit beschränken sich auf Werkstätten im Bleiwinkel und Streufunde am Plattl.
Auer war während des Mittelalters und der Frühen Neuzeit Teil des Gerichts Enn und wies mit der St.-Peters-Kirche seit dem 12. Jahrhundert auch den alten pfarrlichen Mittelpunkt des Gebiets auf. Die Dorfsiedlung Auer tritt bereits im 15. Jahrhundert als eigenständig handelnder Personenverband hervor, wie eine entsprechende Urkunde von 1463 mit der ausdrücklichen Nennung der „comunitas ville Awer“ – der Gemeinschaft des Dorfes Auer – und ihrer Riegler (Flurverwalter) bezeugt. Vom alten Wohlstand des Ortes zeugt bis heute eine Reihe prächtiger Ansitze, wie etwa Fioreschy (Schloss Auer), Steinkeller, Staffler und Baumgarten.
Auer gehörte bis zum Ende des Ersten Weltkriegs zur Grafschaft Tirol und damit zu Österreich-Ungarn. Innerhalb Tirols war Auer dem Gerichtsbezirk Neumarkt zugeordnet, der wiederum Teil des Bezirks Bozen war. Mit dem Vertrag von Saint-Germain kam Auer 1920 zusammen mit dem Großteil Tirols südlich des Alpenhauptkamms zu Italien. Als 1927 auf diesen ehemals österreichischen Gebieten die beiden Provinzen Bozen und Trient entstanden, wurde Auer wie auch einige andere umliegende Gemeinden der mehrheitlich italienischsprachigen Provinz Trient zugeschlagen. Erst 1948 wurde Auer in die Provinz Bozen bzw. Südtirol eingegliedert.
2022 wurden in Auer zwei Stolpersteine verlegt, die an die örtlichen Opfer des Holocaust erinnern.

### Wichtige Persönlichkeiten besuchten Auer

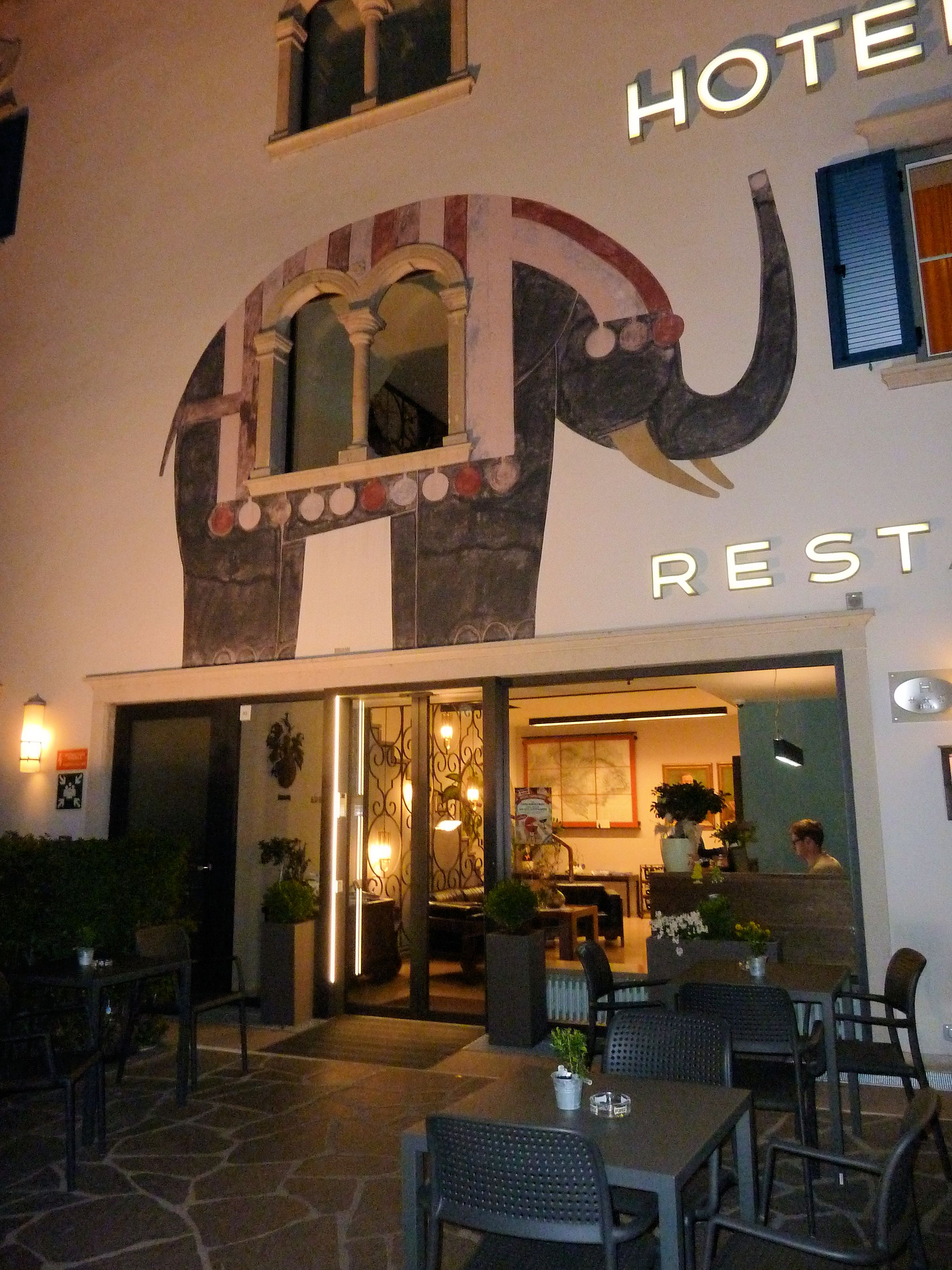
Hotel Elefant in Auer

- 1551: Der Elefant Soliman kehrte im Gasthaus „In der Ilben“ (heutiges Hotel Elefant) ein. Er war ein Geschenk des Königs Johann III. von Portugal an seinen Neffen, den damaligen Erzherzog Maximilian in Wien. Der Elefant kam mit seinen Begleitern und machte „In der Ilben“ Rast, um sich für die Weiterreise nach Wien zu stärken.

In der Hotelhalle des heutigen Hotels Elefant (Bezeichnung ab 1826) hängt zur Erinnerung eine Tafel mit dem Spruch: „Einst kam ein großer Elefant vom Süden her in unser Land. In diesem Haus da kehrte er ein und aß und trank viel guten Wein. Gesättigt froh und heiter, zog er dann wieder weiter“.
- 1765: Kaiser Franz I. begab sich mit seiner Gemahlin Kaiserin Maria Theresia nach Innsbruck, um die Hochzeit ihres Sohnes Erzherzog Leopold vorzubereiten. Kaiserin Maria Theresia verblieb in Innsbruck, während Franz I. seiner Schwiegertochter, der spanischen Infantin Maria Ludovica, entgegen reiste. Ihr Zusammentreffen fand im Abrahamhof (heutiges Postamt) statt.

### Die Sage: Untergang der Goldenen Stadt Auer
„An der Stelle des heutigen Dorfes Auer stand einst eine große Stadt, die wegen ihrer Schönheit und ihres Reichtums die ‚Goldene Stadt‘ genannt wurde. Da die Bewohner jedoch einen ausschweifenden und lasterhaften Lebenswandel führten, beschloss Gott die Stadt zu vernichten. Eines Tages erschien dem einzigen gottesfürchtigen Jüngling ein Engel und überbrachte ihm die Botschaft, er solle am nächsten Morgen sich auf den Berg begeben, dann werde er die Wunder des Herrn sehen. Er tat wie ihm aufgetragen. Alsbald öffneten sich die Schleusen des Himmels und er wurde Zeuge wie die sündhafte Stadt in den Fluten versank – nur einzig und allein die Peterskirche blieb wunderbarerweise verschont.“ (Auszug aus: Landeskundlicher Wanderführer für Auer Aldein-Neumarkt-Montan-Truden-Altrei, Verkehrsverbund Auer)
Heute erinnert das Fresko von Robert Scherer am Gebäude der Sparkasse an die Sage.

## Politik

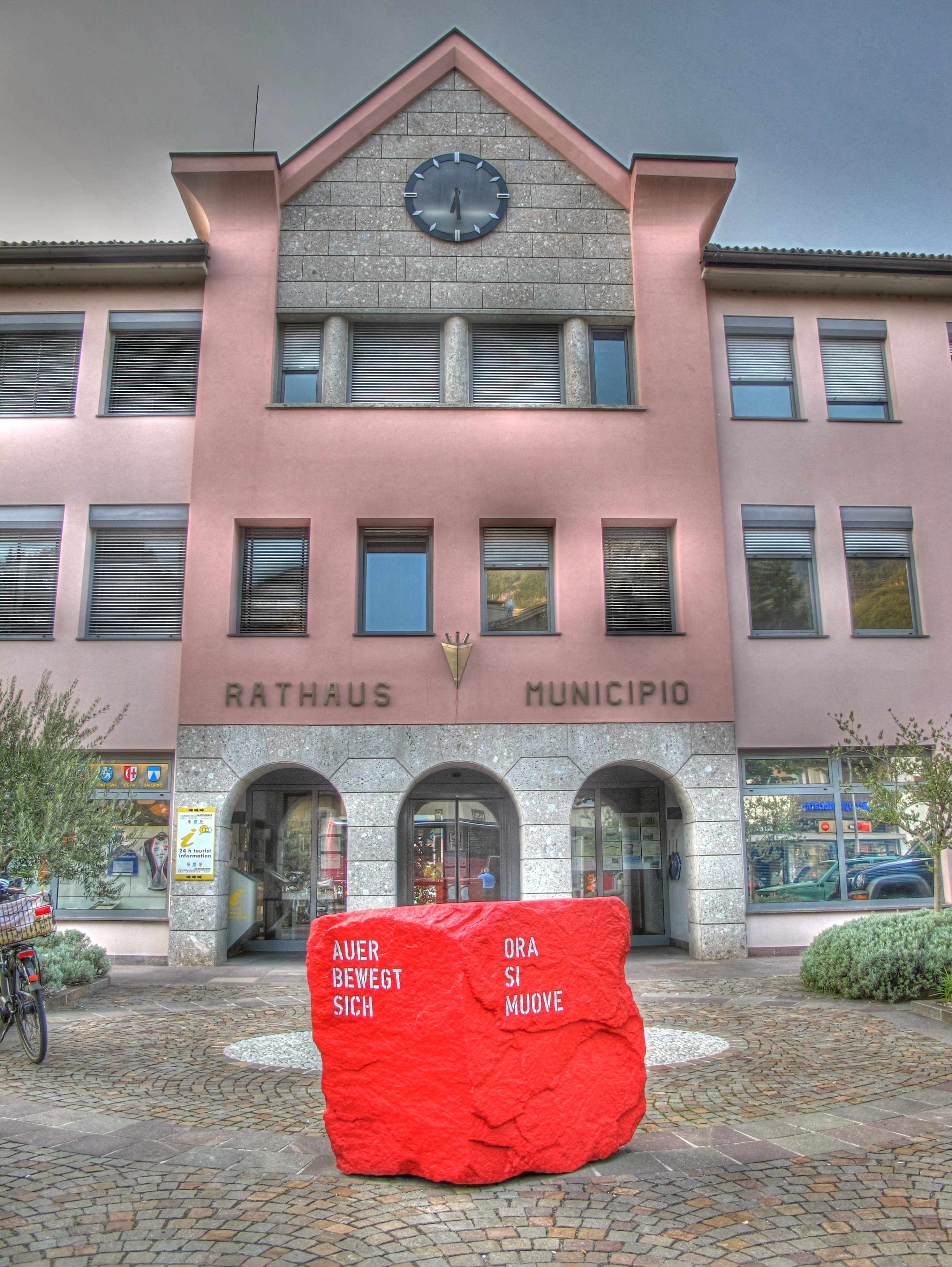
Rathaus

Bürgermeister seit 1952:
- Friedrich von Malfér: 1952–1956
- Wilhelm Nagele: 1956–1964
- Heinrich Lona: 1964–1974
- Karl Waldthaler: 1974–1989
- Heinrich Nagele: 1989–2000
- Kurt Kerschbaumer: 2000–2005
- Roland Pichler: 2005–2020
- Martin Feichter: seit 2020

## Bevölkerung
Auer ist gemäß den erhobenen Sprachgruppenzugehörigkeitserklärungen bzw. Sprachgruppenzuordnungserklärungen eine mehrheitlich deutschsprachige Gemeinde. Als Berechnungsgrundlage der folgenden Prozentwerte wurden die gültigen Erklärungen von Personen mit italienischer Staatsbürgerschaft herangezogen.
| Sprache     | 1981    | 1991    | 2001    | 2011    | 2024    |
| ----------- | ------- | ------- | ------- | ------- | ------- |
| Deutsch     | 69,08 % | 69,70 % | 69,91 % | 69,74 % | 68,45 % |
| Italienisch | 30,75 % | 30,10 % | 29,84 % | 29,59 % | 31,28 % |
| Ladinisch   | 0,17 %  | 0,20 %  | 0,25 %  | 0,67 %  | 0,27 %  |

## Bildung
Auer ist Sitz eines deutschsprachigen Schulsprengels, dem neben der Grundschule im Dorf auch weitere Grundschulen der Berggemeinden Aldein, Altrei, Montan und Truden angeschlossen sind. Während in der Gemeinde keine Mittelschule angesiedelt ist, bestehen hingegen mit der Fachoberschule für Landwirtschaft und der Wirtschaftsfachoberschule weiterführende Angebote für die deutsche Sprachgruppe.
Daneben gibt es in Auer auch eine Grundschule für die italienische Sprachgruppe, die vom Sprengel Unterland verwaltet wird.

## Sehenswürdigkeiten

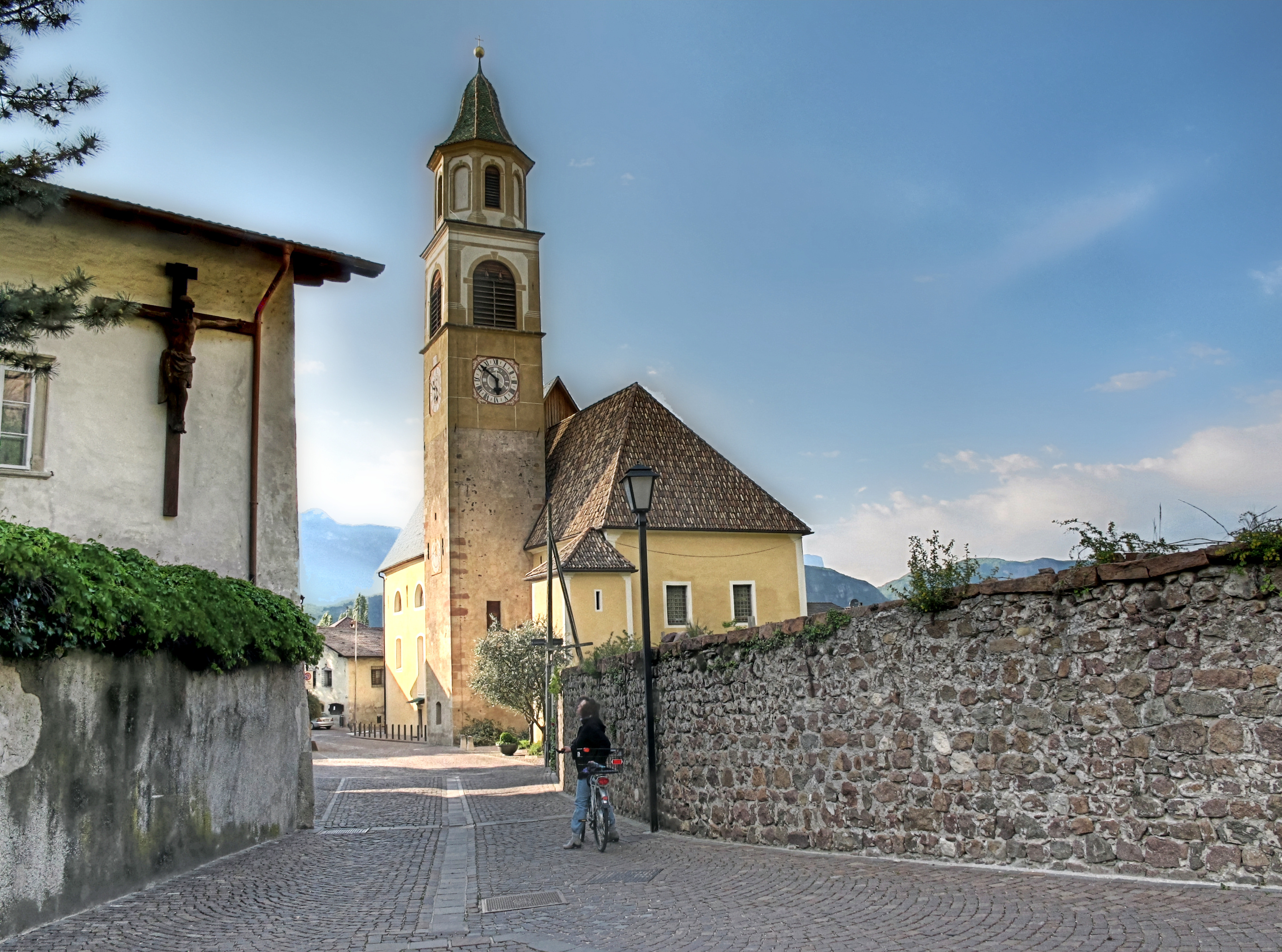
Typische Gasse mit Blick auf die Marienkirche

### Ortskern
Große Teile des hangaufwärts gelegenen Ortskerns bestehen aus engen verwinkelten, kopfsteingepflasterten Gassen mit oftmals beidseitig übermannshohen Natursteinmauern.

### St.-Peters-Kirche

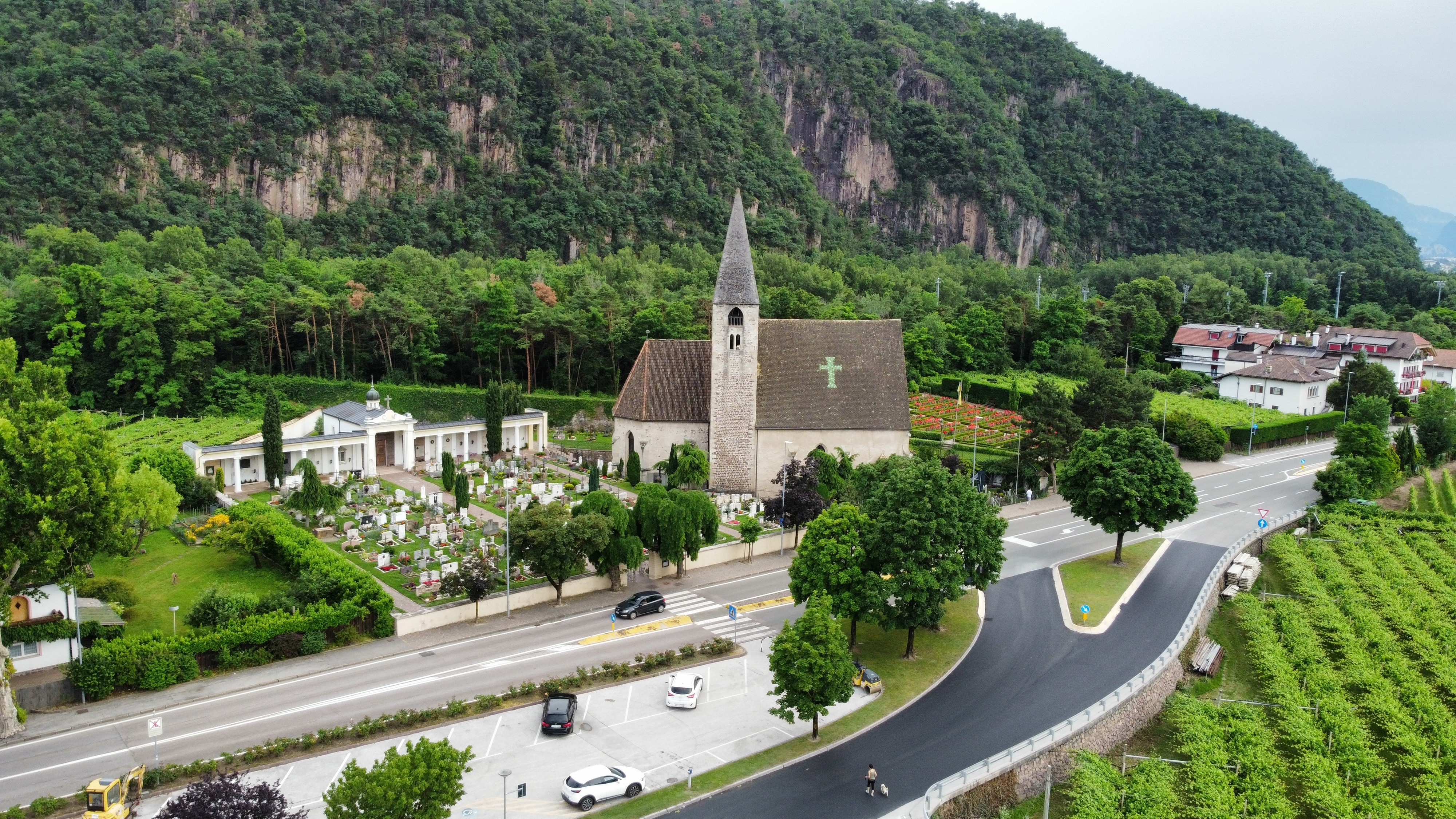
St.-Peters-Kirche

Die St.-Peters-Kirche ist am südlichen Ortseingang an der alten Staatsstraße in Richtung Neumarkt gelegen. Da er erstmals 1183 urkundlich erwähnt wird, dürfte der Sakralbau das älteste Bauwerk der Gemeinde darstellen; ihr romanischer Vorgängerbau wurde radararchäologisch nachgewiesen. In seiner jetzigen Form handelt sich um einen gotischen Bau aus dem 16. Jahrhundert mit romanischem Kirchturm des 12. Jahrhunderts. St. Peter war ursprünglich dem Kloster San Lorenzo in Trient inkorporiert. Aufgrund häufiger Überschwemmungen und den daraus resultierenden Gesteins- und Erdablagerungen liegt die Pfarrkirche etwa fünf Meter tiefer als das umliegende Gelände. Der Kircheneingang ist deshalb über eine nach unten führende Treppe erreichbar.

### Marienkirche
Die Marienkirche (ganzer Name: Unsere Liebe Frau vom Rosenkranz) befindet sich im verkehrsberuhigten, historischen Ortszentrum (Oberdorf). Die heutige Pfarrkirche wurde 1674 als Ausweichkirche für die häufig vermurte und deshalb nicht benutzbare St. Peterkirche eingeweiht. Ihr musste an gleicher Stelle die, im 13. Jahrhundert errichtete, dem Heiligen Jodok geweihte, kleinere Kapelle weichen. Der untere Teil des Turms der Marienkirche stammt noch von der Jodokuskapelle und wurde erst im Jahre 1776 in die heutige Form gebracht. Im Inneren findet sich ein barocker Hochaltar aus Marmor mit einer lebensgroßen Muttergottesstatue. Die beiden hölzernen Seitenaltäre sind dem Heiligen Antonius und dem Heiligen Josef geweiht.

### Widumkapelle
Die im Jahre 1869 erbaute Kapelle ist dem Hl. Johannes Nepomuk geweiht und wurde 2008 renoviert. Die ursprüngliche Widumkapelle wurde 1670 erbaut und direkt dem Pfarrhaus angegliedert (sie dient seit 2014 als Pfarrbüro).

### St. Daniel am Kiechelberg
Das spätgotische Kirchlein St. Daniel am Kiechelberg (auch: Kiechlberg) bildet zusammen mit dem Kiechelberger Mairhof, im Jahr 1290 erstmals im Urbar des Klosters Sonnenburg im Pustertal erwähnt, ein eindrucksvolles Bauensemble, das südlich etwas oberhalb Auer gelegen ist.

### Biotop Castelfeder
Der Hügel Castelfeder liegt südlich oberhalb zwischen Auer und Montan und ist eine beliebte Erholungszone. Auf ihm finden sich prähistorische, römische und mittelalterliche Siedlungsspuren. Im Biotop Castelfeder befinden sich entlang der Wanderwege Nieder- und Hochmoore mit einer entsprechend vielfältigen Tier- und Pflanzenwelt. Ganz oben auf dem Porphyrhügel stehen die Reste einer Burganlage aus der Zeit um 500 n. Chr. samt einer Fruchtbarkeitsrutsche, der Barbarakapelle aus dem 6. Jahrhundert und einer Ringmauer. Von dort aus hat man einen ausgezeichneten Ausblick von Bozen im Norden bis hin zur Salurner Klause im Süden, wo Südtirol an das Trentino angrenzt.

## Wirtschaft
In Auer gibt es drei Gewerbegebiete, die das Dorf zu einem lokalen Dienstleistungs- und Industriezentrum machen.
Kaiserin Maria Theresia (1740–1780) spielte für die heutige Landwirtschaft eine sehr große Rolle. Sie veranlasste die Trockenlegung der Sümpfe für das ganze Tal. In hundertjähriger Arbeit wurde der Talboden entsumpft und entwickelte sich so zur heutigen fruchtbaren Kulturlandschaft. Die Landwirtschaft ist heute von Obst- und Weinbau geprägt. Im Obstbau werden v. a. Äpfel angebaut. Im Weinbau dominieren Lagrein und Vernatsch.

## Verkehr

### Kraftverkehr
Für den Kraftverkehr ist Auer in erster Linie durch die SS 12 und die in sie einmündende SS 48 erschlossen. Der Kreuzungsbereich der beiden Straßen befand sich ursprünglich im Aurer Dorfzentrum; dieser wurde mit einer neu trassierten Umfahrung, die drei zwischen 2006 und 2013 erbaute Tunnels beinhaltet, aus dem unmittelbaren Ortsbereich wegverlegt. Wo das Gemeindegebiet auf die orographisch rechte Seite der Etsch übergreift, wird es von der A22 durchquert, die zwischen Neumarkt und Auer auf Traminer Gemeindegebiet über die Ein- und Ausfahrt Neumarkt-Auer-Tramin angebunden ist.

### Schienengebundener Verkehr
Die Brennerbahn bietet nördlich vom Ortszentrum am Bahnhof Auer eine wichtige Zugangsstelle. Dort nahm bis 1963 auch die Fleimstalbahn ihren Ausgang.

### Radwege
Auer ist ein wichtiger Knotenpunkt des regionalen Radwegenetzes. Hier treffen die Radroute 1 „Brenner–Salurn“ (im überregionalen Fernradwegenetz auch dem Etsch-Radweg und der Via Claudia Augusta zugeordnet) und die Radroute 6 „Fleimstal“ aufeinander.

## Galerie

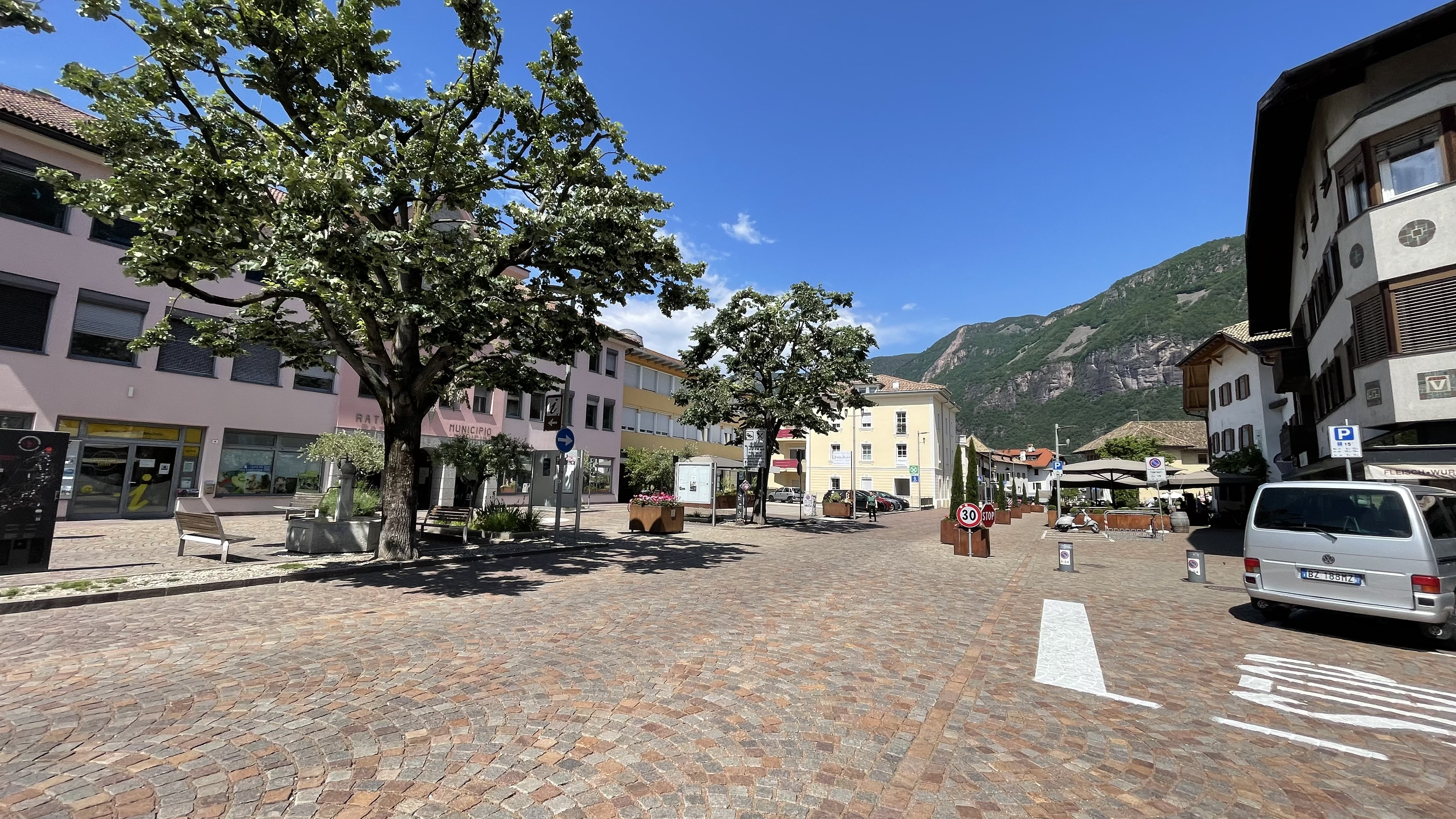
Ortszentrum Auer
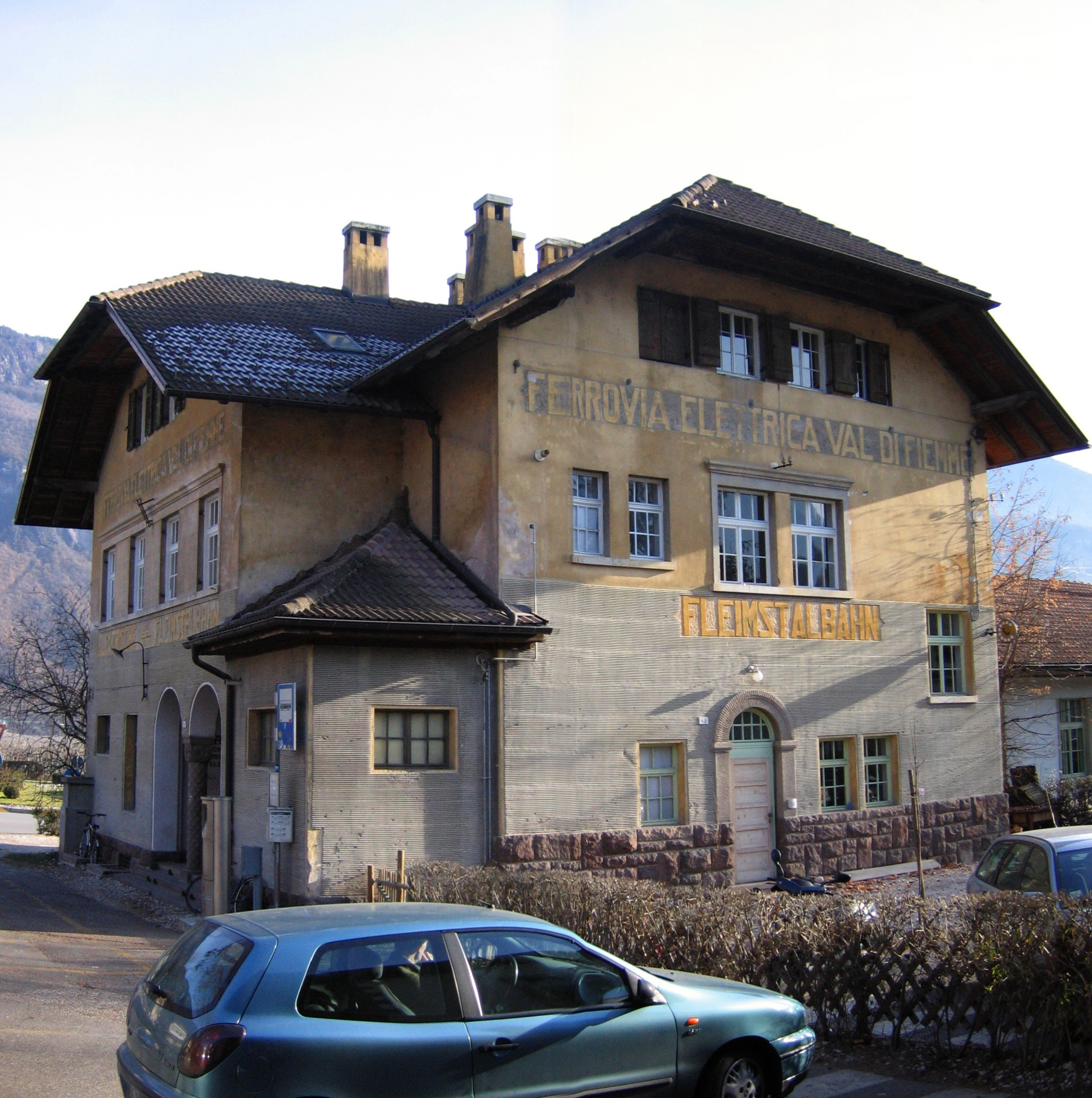
Bahnhof Auer der ehemaligen Fleimstalbahn gegenüber dem gleichnamigen Bahnhof der Brennerbahn
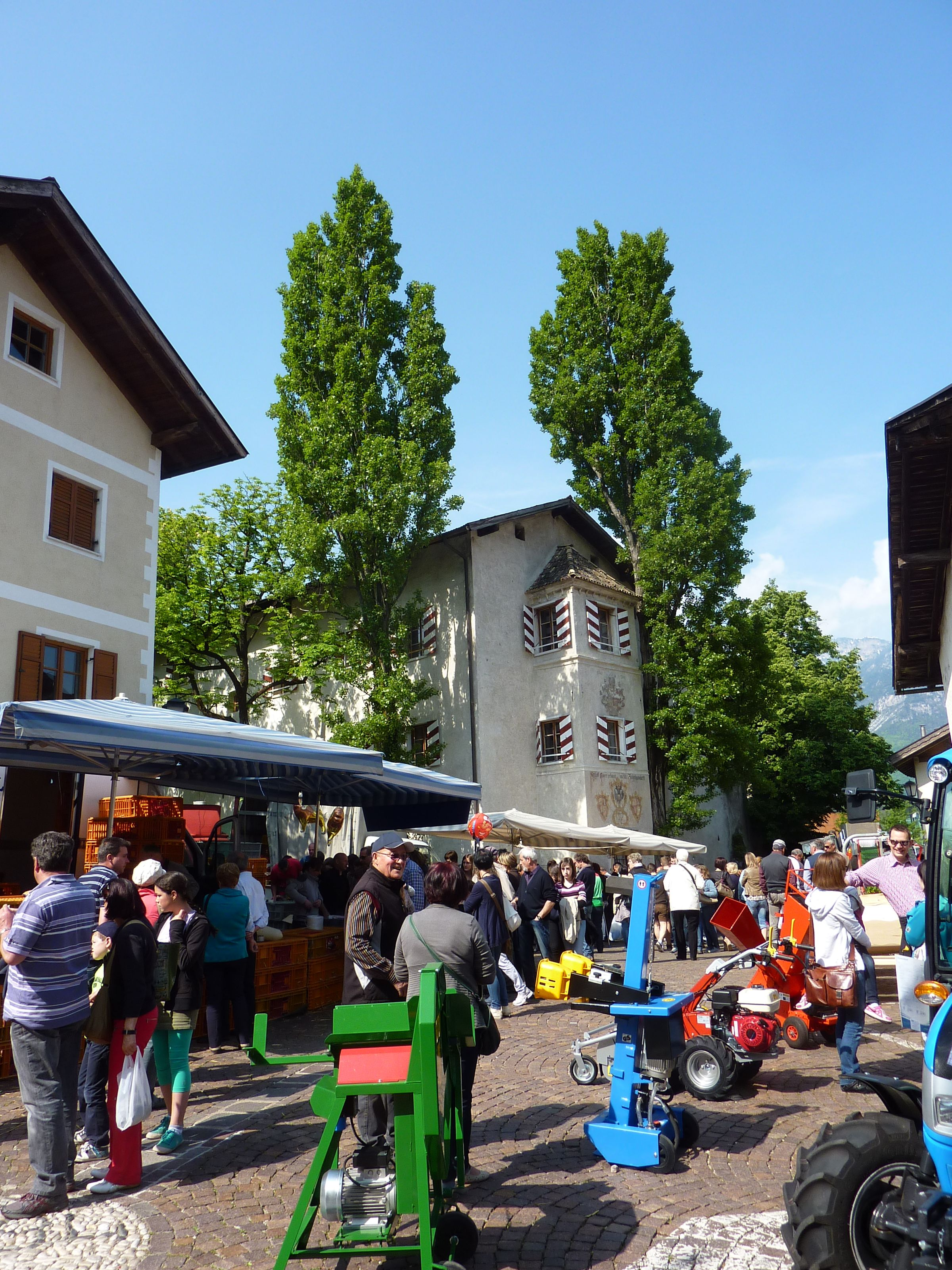
Markt am Tag der Befreiung (25. April)
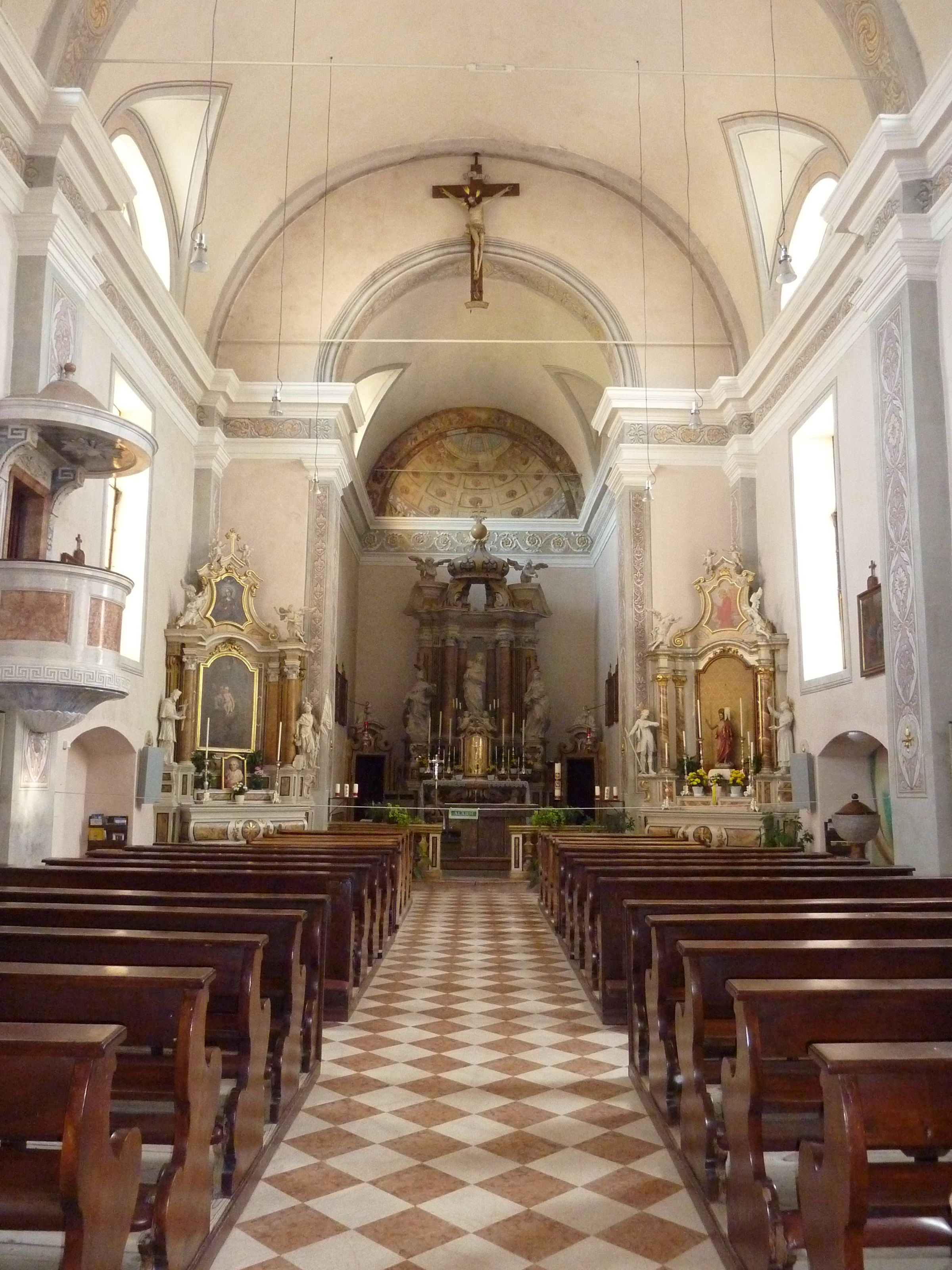
Inneres der Marienkirche
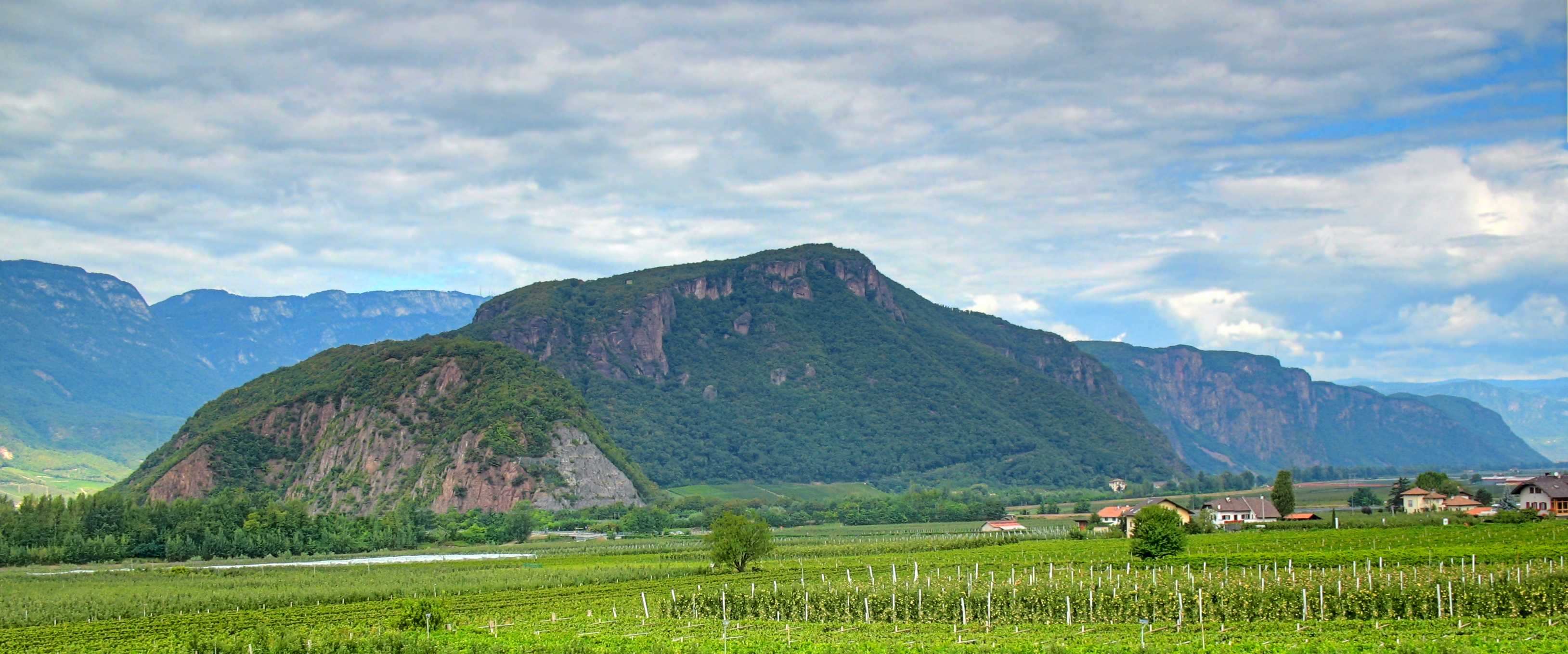
Blick auf den Mitterberg
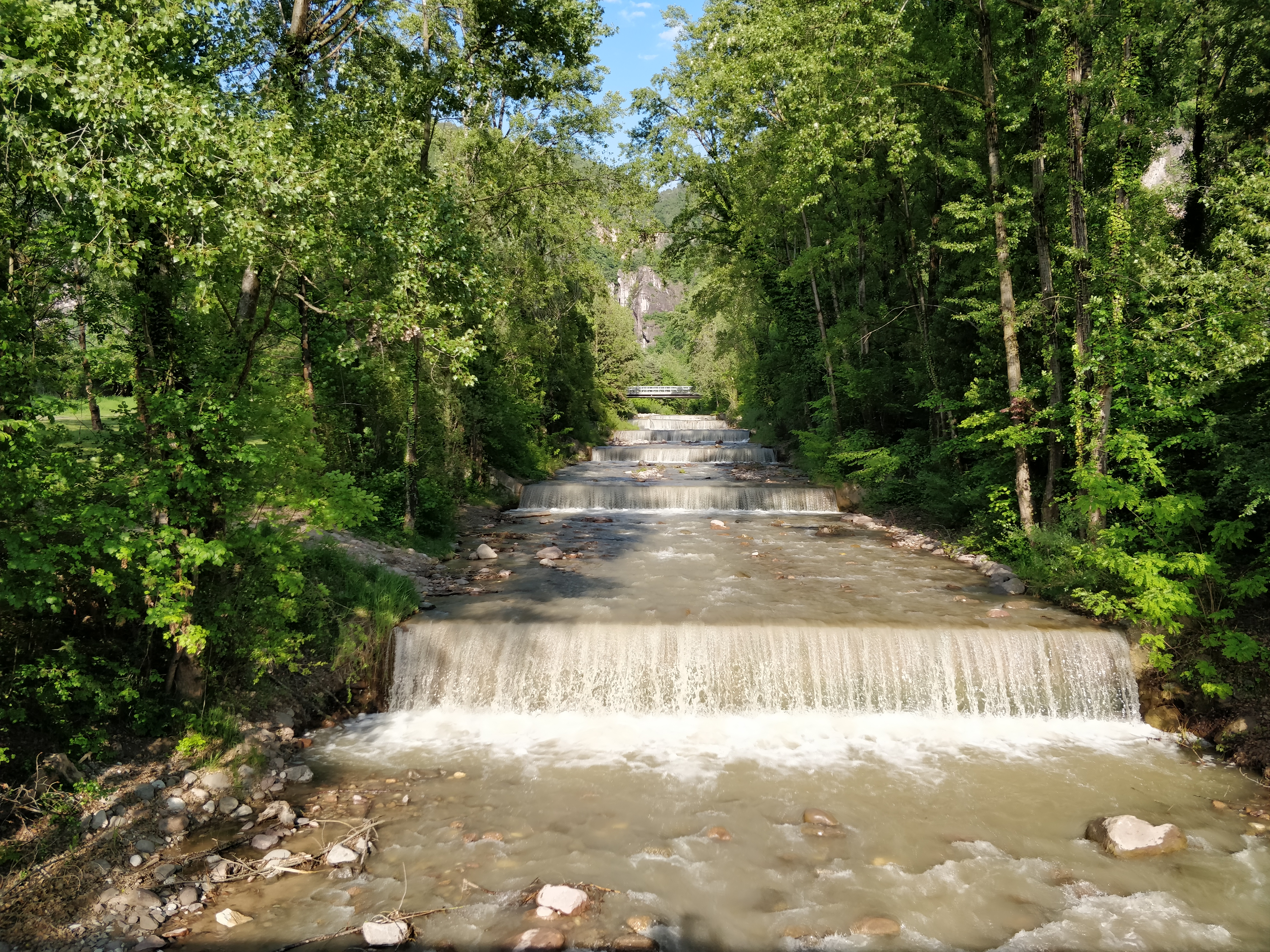
Schwarzenbach bei Sport- und Erholungszone Schwarzenbach
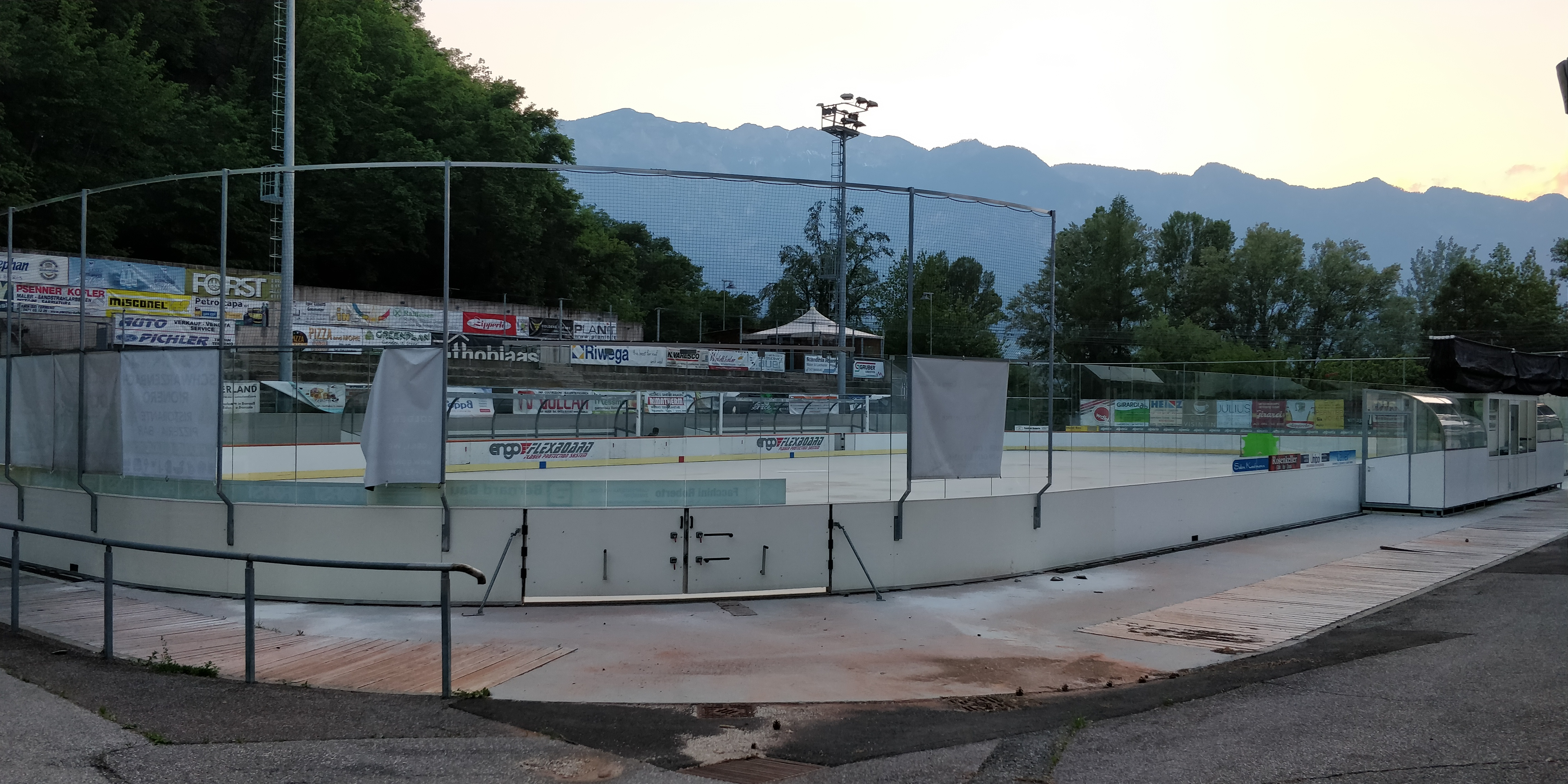
Eisplatz Schwarzenbach

## Persönlichkeiten
- Sepp Thaler (1901–1982), Komponist